# مواصفة الاستجابة

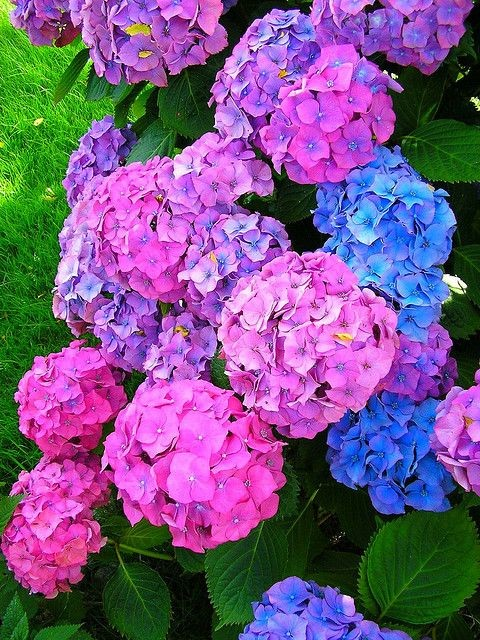

في علم البيئة وعلم الوراثة، تصف مواصفة الاستجابة (بالإنجليزية: Norm of Reaction أو Reaction Norm)، نمطُ تعبير النمط الظاهري لنمط جيني مُفرد عبر سلسلة من البيئات. أحد استخدامات مواصفة الاستجابة هو وصف كيفية استجابة الأنواع المختلفة -وخاصة الأنواع ذات الصلة- للبيئات المتغيرة. لكن الأنماط الجينية المتباينة داخل أنواع مفردة قد تظهر أيضًا مواصفات استجابة مختلفة بالنسبة إلى سمة نمط ظاهري خاصة ومُتغير بيئي. لكل نمط جيني، سمة نمط ظاهري، ومتغير بيئي، يمكن أن توجد مواصفة استجابة مختلفة؛ وبعبارة أخرى، يمكن أن يوجد تعقيد هائل في العلاقات المتبادلة بين العوامل الوراثية والبيئية في تحديد السمات. أُدخِل المفهوم من قبل ريتشارد ولتيريك عام 1909.